# It Might Be Time
«It Might Be Time» (с англ. — «Возможно, самое время») — песня австралийской рок-группы Tame Impala, десятый трек и второй сингл с альбома The Slow Rush, выпущенный 28 октября 2019 года. Автор слов и музыки — Кевин Паркер.

## Отзывы критиков
Ларс Брандль в статье для Billboard описал песню как «убаюкивающую» и «медленную». Клэр Шаффер из Rolling Stone назвала «It Might Be Time» сочетанием своеобразного космического звучания Кевина Паркера с «мощным барабанным боем, звонкой пианинной партией и визжащим сиреноподобным гитарным риффом». По мнению обозревателя Forbes Кэйтлин Келли, тема песни представляет собой отход от предыдущих работ, но «сама песня не является большим отходом от прошлой дискографии». Келли вдобавок назвала сингл «подходящей записью в жанре психоделического попа, которая сделала Tame Impala одной из самых заметных рок-групп мира».

## Чарты
| Чарт (2019)                        | Высшая позиция |
| ---------------------------------- | -------------- |
| Бельгия (Фландрия)                 | 7              |
| США (Adult Alternative Songs)      | 39             |
| США (Hot Rock & Alternative Songs) | 8              |